# The Plastic People of the Universe
The Plastic People of the Universe (PPU) est un groupe de rock tchèque, originaire de Prague. Groupe le plus représentatif de la culture clandestine de Prague durant la normalisation en Tchécoslovaquie (1968-1989), avant-gardiste et influencé notamment par le Velvet Underground, il est dans le collimateur du régime communiste, et du fait de son non-conformisme subit souvent de sérieux problèmes comme des arrestations.

## Biographie
De janvier à août 1968, sous la direction du leader du Parti communiste, Alexandre Dubček, les Tchécoslovaques expérimentent le Printemps de Prague. En août, les troupes soviétiques et celles d'autres pays du Pacte de Varsovie envahissent la Tchécoslovaquie. Ceci mène à l'éviction de Dubček et à ce qui fut connu pour être la Normalisation en Tchécoslovaquie. Moins d'un mois après l'invasion, Plastic People of the Universe est formé. Maurice Najman, qui avait fondé les comités d'action lycéens à Paris juste avant mai 1968, sera mis en contact avec eux. Un meeting de soutien contre leur interdiction donnera lieu à la Charte 77.
Le bassiste Milan Hlavsa forme le groupe en 1968, largement inspiré de Frank Zappa et the Velvet Underground (le groupe de Zappa, the Mothers of Invention, avait un morceau intitulé Plastic People sur l'album Absolutely Free sorti en 1967). L'historien et critique tchèque Ivan Jirous devient leur manager et directeur artistique l'année suivante endossant un rôle similaire à celui d'Andy Warhol avec le Velvet Underground. Jirous présente Hlavsa au guitariste Josef Janíček et Jiří Kabeš. Le gouvernement communiste tchèque révoquera la licence des musiciens en 1970.
En 1976, the Plastics et d'autres musiciens de la scène underground sont arrêtés et mis en examen par le gouvernement communiste pour faire un exemple. Ils sont accusés de « trouble à l'ordre public » et emprisonnés entre 8 et 18 mois. Paul Wilson est déporté, malgré son départ du groupe en 1972. Bien que le groupe ne soit associé à aucune idéologie politique, les accusations du régime communiste contre eux finiront en manifestations. L'album Jak bude po smrti (Ce qu'il y aura après la mort) sorti en cassette-audio en 1979 tient son nom d'un texte du philosophe Ladislav Klima. Il contient un morceau du même nom et deux autres intitulés "Slavná Nemesis" (Némésis la Glorieuse) et "Jsem absolutní vůle" (Je suis la volonté absolue), titres que l'on retrouve chez Klima et qui comportent des extraits de ces écrits. Sa réédition en 1998 sur support CD est illustrée par une photo de L. Klíma. En 2009, le groupe de rock expérimental Agon Orchestra et PPU enregistrent l'album Obešel Já Polí Pět dans lequel figure les morceaux de 1979 enregistrés en 2003 lors d'un concert "au rythme de Ladislav Klíma" pour reprendre le nom donné au concert, et aussi les versions de l'époque. Là encore, la pochette est illustrée par une photographie de Klima. 
Malgré leurs confrontations avec le gouvernement, les musiciens ne se sont jamais considérés comme activistes et ont toujours clamé leur amour pour la musique. Le groupe se sépare en 1988, certains des membres formant le groupe Půlnoc, qui sera brièvement au label américain Arista Records. À la suggestion du président Havel, ils se réunissent en 1997 pour célébrer le 20e anniversaire de la Charte 77,. 
Milan Hlavsa décède en 2001 d'un cancer du poumon. Le groupe ne continuera pas sans leur leader et compositeur. Cependant, après de longues discussions, ils décident de continuer pour honorer la mémoire de Hlavsa. Eva Turnová du groupe DG 307 devient leur nouveau bassiste.

## Membres

### Membres actuels
- Josef Janíček – claviers, chant (1969–1988, depuis 1997)
- Vratislav Brabenec – saxophone, clarinette, chant, composition, paroles (1972–1982, depuis 1997)
- Jaroslav Kvasnička - batterie, chant (depuis 2009)
- Johnny Judl jr. - basse, chant (depuis 2016)
- David Babka – guitare (depuis 2016)

### Anciens membres
- Milan « Mejla » Hlavsa – basse, chant, composition, paroles (1968–1988, 1997–2001)
- Michal Jernek – saxophone, clarinette, chant (1968–1970)
- Jiří Števich – guitare, chant (1968–1970, 1972)
- Josef Brabec – batterie (1968–1969)
- Pavel Zeman – batterie (1969–1973, 1977)
- Jiří Kabeš – violon, thérémine, chant (1971–1988, 1997–2015)
- Paul Wilson – guitare, chant (1970–1972)
- Joe Karafiát – guitare, chant, composition (1997–2015)
- Jan Jílek – trompette (1972)
- Jiří Šula – batterie (1973–1974)
- Jaroslav Vožniak – batterie (1974–1977)
- Otakar Michl – guitare (1977)
- Jan Brabec – batterie (1977–1988, 1997–1999)
- Pavel Zajíček – chant (1978)
- Jaroslav Unger – chant (1978)
- Ladislav Leština – violon électrique, thérémine (1978, 1980–1986)
- Ivan Bierhanzl – contrebasse (1978–1979, 2001–2009)
- Jan Schneider – percussions (1978)
- Josef Rössler – clarinette (1980)
- Petr Placák – clarinette (1983)
- Václav Stádník – clarinette (1983)
- Jan Macháček – guitare (1984)
- Vladimír Dědek – trombone (1984–1986)
- Milan Schelinger – guitare (1986–1987)
- Michaela Pohanková – chant (1986–1988)
- Tomáš Schilla – violoncelle (1986–1988)
- Ludvík Kandl – batterie (1999–2009)
- Eva Turnová – basse, chant, composition (2001[2]–2015)

## Discographie
- Muž bez uší (concert 1969-72)
- Vožralej jak slíva (concert 1973-75)
- Egon Bondy's Happy Hearts Club Banned (1974)
- Ach to státu hanobení (concert 1976-77)
- Pašijové hry velikonoční (1978)
- Jak bude po smrti (1979)
- Co znamená vésti koně (1981)
- Kolejnice duní (1977-82)
- Hovězí porážka (1983-84)
- Půlnoční myš (1985-86)
- Bez ohňů je underground (1992-93)
- The Plastic People of the Universe (1997)
- For Kosovo (1997)
- 10 let Globusu aneb underground v kostce (2000)
- Milan Hlavsa - Než je dnes člověku 50 - poslední dekáda (2001)
- Líně s tebou spím - Lazy Love/ In Memoriam Mejla Hlavsa (2001)
- Pašijové hry/ Passion Play (with Agon Orchestra) (2004)
- Do lesíčka na čekanou (2007)
- Magor's Shem (40 Year Anniversary Tour PPU 1968-2008) (2008)
- Maska za maskou (2009)
- Non Stop Opera (2011)
- Co znamená vésti koně (2017)